# Административный департамент безопасности
Административный департамент безопасности (исп. Departamento Administrativo de Seguridad, DAS) — спецслужба Колумбии, существовавшая в 1960—2011 годах. DAS обладал широкими полномочиями и вёл деятельность в сфере внешней разведки (согласно статье 38 Указа президента Колумбии № 218 2000 года), контрразведки и иммиграционного контроля, включая оформление виз. Помимо этого, DAS вёл борьбу с наркобизнесом в стране, сотрудничая, в частности с
Управлением по борьбе с наркотиками США.

## История
Предшественником DAS был Административный департамент службы разведки Колумбии (исп. Departamento Administrativo del Servicio de Inteligencia Colombiano, DIC), созданный в 1953 декретом президента (фактически -военного диктатора) Г. Рохаса Пинилья Этот орган занимался разведкой, контрразведкой и надзором за соблюдением конституции. В 1960 году президент Альберто Льерас Камарго своим Указом 1717 от 18 июля 1960 года реорганизовал DIC, создав Административный департамент безопасности (исп. Departamento Administrativo de Seguridad, DAS).
Впоследствии функции DAS несколько раз подвергались пересмотру. Так, согласно Указу президента Вирхилио Барко Варгаса № 512 1989 года, полномочия DAS были существенно урезаны. Президент Сесар Гавириа Трухильо своим указом № 2110 1992 года определил статус DAS как аполитичного органа, технически обеспечивающего безопасность государства.
Во время пребывания у власти президента Андреса Пастрана Аранго были приняты Закон 489 1998 года и Указы № 218 и № 1272 2000 года, которые изменяли структуру DAS и наделяли его теми же полномочиями, что и обычное государственное министерство.
За время своего существования DAS и его руководители неоднократно подвергались атакам со стороны криминальных группировок. Так, 30 мая 1989 года боевиками было организовано покушение на директора DAS Мигеля Маса Маркеса с помощью взрывного устройства, которое унесло жизни 4 человек и 37 было ранено.
Самый известный теракт против DAS был осуществлён 6 декабря 1989 года. В 7.30 утра, боевики Медельинского картеля взорвали автобус с 500 килограммами взрывчатки прямо напротив здания штаб-квартиры DAS в центре Боготы. Жертвами взрыва стало 49 человек, более 600 было ранено и полностью разрушены сотни торговых точек.
При Альваро Урибе DAS превратился в самую мощную силовую структуру в Колумбии.

## Реорганизация
В октябре 2011 года президент Колумбии Хуан Мануэль Сантос принял решение о реорганизации DAS и замене его новым агентством — Национальным директоратом разведки (исп. National Directorate of Intelligence, DNI), со значительно более узким кругом полномочий, чем у DAS. Если функции DAS включали сбор разведывательной информации, контрразведку, сбор доказательств на месте преступления, обеспечение безопасности для высокопоставленных чиновников и иммиграционный контроль, то в задачи нового разведывательного агентства будет входить только сбор информации.